# PROJECT SCARD
PROJECT SCARD(프로젝트 스카드)는 프론티어 워크스에 의한 미디어 믹스 작품이다.
드라마CD나 캐릭터송, 성우에 의한 인터넷 전달 프로그램, 텔레비전 애니메이션을 전개하는 프로젝트다.
나라의 경제특구 예정지인 도쿄의 아카츠키특구를 무대로 하여, 디바인 타투라고 불리는 신수의 힘을 가진 인간의 스카드의 활약이 그려진다.